# Lalitpur, Nepal
Lalitpur je novo metropolitansko mesto (nepalsko ललितपुर महानगरपालिका), zgodovinsko Patan (sanskrt पाटन Pātan, Nepal Bhasa: Yल Yala, nepalsko पाटन), je tretje največje mesto v Nepalu za Katmandujem in Pokharo in leži na jugu centralnega dela Katmandujske doline. Lalitpur je znan tudi kot Manigal. Najbolj je znan po svoji bogati kulturni dediščini, zlasti po tradiciji umetnosti in obrti. Imenuje se mesto festivalov in praznikov, fine starodavne umetnosti, znan je po izdelavi kovinskih in kamnitih rezbarjenih kipih. V času popisa leta 2011 je imel 226.728 prebivalcev v 54.748 posameznih gospodinjstvih . Mesto je bilo 25. aprila 2015 zelo poškodovano zaradi potresa.

## Geografija
Lalitpur leži na vzpetini na južni strani reke Bagmati, ki ga ločuje od mesta Katmanduja na severni in zahodni strani. Nakkhu Khola deluje kot meja na južni strani. Razvil se je na razmeroma tankih plasteh gline in gramoza v osrednjem delu posušenega starodavnega jezera, imenovanega Nagdaha.
Mesto ima površino 15,43 kvadratnih kilometrov in je razdeljeno na 29 občinskih oddelkov. Omejeno je z :
- Vzhod: Imadol
- Zahod: občina Kirtipur in metropolitansko mesto Katmandu
- Sever: Metropolitansko mesto Katmandu
- Jug: Občina Godawari

### Podnebje
Za podnebje so značilne relativno visoke temperature in enakomerno porazdeljene padavine skozi vse leto. Podtip podnebne klasifikacije Köppen za to podnebje je "Cfa" (vlažna subtropska klima). 

### Jezero Nagdaha
Nagdaha je jezero okrožju Lalitpur. [1] Podobno kot številna druga vodna telesa je tudi Nagdaha poln legend. Po eni, prebiva v jezeru Taudahi moška kača, tukajšnja kača Nagdaha pa je ženska. Med deževno sezono moška kača, o kateri se pogosto govori v starodavnih spisih in ustnem izročilu Katmanduja kot kralju kač, potuje v mesto Panauti, da bi lahko sodeloval na festivalu. Rečeno je, da ostane z žensko kačo Nagdaha na poti v Panauti in nazaj. Tej zvezi nagov, mitska pol kača, pol človek, sledi močan dež. [2]
Na severozahodni strani jezera je kip Nag.
Nagdaha je bogat z vodnimi živalmi. Veliko je avtohtonih rib, kot so mrenice (družina Cyprinidae), obilo je kač. Za razliko od jezera Taudaha ni tujih krapov. Tu je tudi več vrst ptic. Črni škarnik, črni drongo (Dicrurus macrocercus), kravja čaplja (Bubulcus ibis), dajalski drozg (Copsychus saularis), žalostna majna (Acridotheres tristis), indijska džungelska vrana (Corvus culminatus), ovratniški papagaj (Psittacula krameri) in mrki bulbul (Pycnonotus cafer) so nekatere od ptic, ki tu živijo. Med selivkami so kukavice in črna liska.

## Zgodovina
Lalitpur naj bi v 3. stoletju pred našim štetjem ustanovila rodbina Kirat, kasneje pa so ga v 6. stoletju razširili Licchavidi. V srednjem veku ga je razširila rodbina Malla.
O njegovem imenu je veliko legend. Najbolj priljubljena je legenda o svetniku Ratu Mačhindranathu, ki naj bi iz Kamaru Kamačhya, ki je v Asamu v Indiji, pripeljal skupino treh ljudi, ki predstavljajo tri kraljestva s središčem v Katmandujski dolini.
Eden od njih se je imenoval Lalit, kmet, ki je peljal Rato Machhindranatha v dolino vse od Assama v Indiji. Namen prihoda je bil premagati tamkajšnjo najhujšo sušo. Obstajalo je trdno prepričanje, da bo svetnik Rato Machhindranath prinesel dež v dolino. Zaradi Lalitovega prizadevanja je bil svetnik naseljen v Lalitpurju. Mnogi verjamejo, da ime mesta izhajaj iz imena Lalit in pur, kar pomeni mesto.
V maju v Patanu poteka festival vozov, v čast božanstvu Bunga Dyah Jatra. To je najdaljše in eno najpomembnejših verskih praznovanj v Patanu. V času enomesečnega festivala se na visokem mestu postavi podoba Rata Machhendanatha, ki ga na vozu vlečejo skozi mestne ulice.
Lalitpur pravijo tudi, da ga je ustanovil kralj Veer Deva leta 299, vendar je med znanstveniki soglasno, da je bil Patan že od nekdaj dobro uveljavljeno in razvito mesto. Več zgodovinskih zapisov, vključno z mnogimi drugimi legendami kaže, da je Patan najstarejše od vseh mest v Katmandujski dolini. Po zelo stari kroniki Kiratov so Patan ustanovili vladarji rodbine Kirat davno preden so prišli vladarji Licchavidi na politično sceno. V skladu s to kroniko je bilo najstarejše znano središče Kiratov Thankot. Katmandu, sedanja prestolnica je bila najverjetneje prestavljena iz Thankota v Patan, potem ko je kiratski kralj Yalamber prišel na oblast v času okrog 2. stoletja.
Eno izmed najbolj uporabljenih in tipičnih nevarskih imen Lalitpurja je Yala. Rečeno je, da je kralj Yalamber ali Yellung Hang imenoval to mesto po sebi in od takrat je bilo to starodavno mesto znano kot Yala.
Leta 1768 je Prithvi Narayan Shah Lalitpur pripojil kraljestvu Gorkha brez kakršne koli bitke.

## Zgodovinski spomeniki
Mesto je bilo prvotno zasnovano v obliki budistične dharme-čakre ('kolo pravičnosti'). Po obodu Patana so štiri thurs ali gomile, ena na vsakem vogalu njenih kardinalnih točk, ki so popularno znane kot Ašokove stupe. Legenda pravi, da je cesar Ašoka (legendarni indijski kralj) obiskal Katmandu s svojo hčerko Charumati leta 250 pr. n. št. in postavil pet stup, štiri v okolici in eno na sredini Patana. Zdi se, da velikost in oblika teh stup dihajo staro v pravem pomenu besede. V mestu in okolici je več kot 1200 budističnih spomenikov različnih oblik in velikosti.
Najpomembnejši spomenik mesta je trg Patan Durbar, ki ga je UNESCO uvrstil med sedem spomeniških območij, ki sestavljajo svetovno dediščino Katmandujske doline. Seznam je bil sprejet leta 1979 kot eno integrirano območje. Območja spomenikov so razglašena za zaščitena in ohranjena v skladu z Zakonom o ohranjanju spomenikov iz leta 1956. Trg je bil v potresu 25. aprila 2015 močno poškodovan. 
Lalitpur je bil načrtovan kot vihara in bahil. Od 295 teh v dolini jih je 56% v Patanu. Mesto krasijo vodovodni kanali, kamniti izlivi, jaladroni (rezervoarji za vodo), umetniška vrata, hindujski templji in budistični vihara (samostani). Vgrajena kulturna dediščina, kot je kraljeva palača, z zapletenimi izrezljanimi vrati in okni ter lepimi dvorišči, ki jih krasijo odlične ikone, povečujejo lepoto mesta. Takšne umetnine najdemo v kamnu, kovini, terakoti in drugih predmetih. Vsi ti artefakti kažejo umetniško odličnost obrtnikov in celo mesto izgleda kot odprti muzej.

## Gospodarstvo
Velik del prebivalstva se ukvarja s trgovino, zlasti v tradicionalnih obrteh in manjših hišah delavnicah, nekateri pa delajo v kmetijstvu. Lalitpur je ustvaril največje število priznanih umetnikov in najboljših obrtnikov, ki so jih kdaj zabeležili v zgodovini nepalske umetnosti.
Mesto je ohranilo kulturo obrtništva tudi v času hitre urbanizacije in številnih družbenih in političnih prevratov.
Mesto je manj urbanizirano kot Katmandu, vendar je sedež številnih delavnic, trgovin, restavracij, hotelov, šol, veleposlaništev in drugih pomembnih sektorjev gospodarstva.
Buddha Air ima svoj sedež v Jawalakhelu blizu Patana. 

## Znamenitosti
Lalitpur je znan kot zelo umetniško mesto. Večina nepalske umetnosti je posvečena bogovom, obstajajo pa številni templji in vihare. Pomembne točke so:
- Patanski kraljevi trg: Palače in rezidenca vladarjev Malla v državi Patan, v katerih so zdaj muzeji.
- Patan Dhoka: Eden od zgodovinskih vhodov v staro mesto.
- Bhaskerdev Samskarita Hiranyabarna Mahavihara: Budistični tempelj, ki je lokalno znan kot Zlati tempelj.
- Tempelj Mahabouddha: znan tudi kot tempelj 1000 Bud, ki je bil načrtovan po templju Mahabodhi v Bodh Gayi.
- Tempelj Kumbheshwar: Tempelj Šive z dvema ribnikoma, katerih voda naj bi izhajala iz Gosaikunda.
- 'Tempelj Banglamukhi: tempelj, ki je eden od desetih mahavid (velika boginja modrosti) v hinduizmu.
- Ratnakar Mahavihar: znan tudi kot Ha Baha, kompleks vihar je uradno prebivališče Kumari Patana.
- Krišna Mandir: Eden najlepših kamnitih templjev Nepala, ki ga je zgradil kralj Siddhinarsingh Malla v 16. stoletju.
- Osrednji živalski vrt: živalski vrt je leta 1932 ustanovil predsednik vlade Ranov, Juddha Shumser kot zasebni živalski vrt, edini živalski vrt v celotnem Nepalu.
- Pim bahal Pokhari: Velik ribnik je skriti dragulj okoli očarljivega jezerskega paviljona. Na severni strani je trikotni tempelj Chandeswari, zgrajen leta 1663. Ob sprehodu okoli  ribnika v smeri urinega kazalca se pride do 600-letne bele stupe, ki so jo leta 1357 poškodovali muslimanski okupatorji.
- Galerija Park: umetniški prostor, ustanovljen leta 1970